# Coloboceras
Coloboceras är ett släkte av spindeldjur som beskrevs av Édouard Louis Trouessart 1889. Coloboceras ingår i familjen Halacaridae.
Släktet innehåller bara arten Coloboceras longiusculus.